# Macrodasys waltairensis
Macrodasys waltairensis is een buikharige uit de familie Macrodasyidae. Het dier komt uit het geslacht Macrodasys. Macrodasys waltairensis werd in 1968 voor het eerst wetenschappelijk beschreven door Rao & Ganapati. 